# Казимир II од Ћешина
Казимир II од Ћешина (пољ. Kazimierz, чеш. Kazimír; 1449 — 13. децембар 1528) био је војвода Ћешина од 1477. године, владар од Козле током 1479—1509. године, од 1493. године, владар над Воловом, над Пшчином током 1498—1517. године, од 1506. године, над Глооговом, војвода од Опаве од 1506. године, до краја живота. Такође је био Ландесхауптман генерал Шлеске током 1497—1504. године и 1507—1517.  године, од 1517. до своје смрти, Ландесхауптман (староста генерални) над Горњом Шлеском.
Био је једини син Болеслава II, војводе од Ћешина, и његове жене Ане, ћерке Ивана Владимировича, принц Белски.

## Живот
После ране смрти његовог оца 1452. године, Казимира II је одгајао његов ујак Пшемислав II, који му је 1460. године, дао град Белски и околна села.
Прва политичка интервенција војводе Казимира II била је 1471. године, када је подржао краља Владислава II Јагелона током његових сукоба са чешким племством. Четири године касније (1475. године), војвода Казимир II је присуствовао венчању пољске принцезе Хедвиге (ћерке краља Казимира IV Јагелона) са војводом Георгом од Баварске-Ландшута. Када је војвода Пшемислав II умро 1477. године, војвода Казимир II је имао довољно политичког искуства и могао је да преузме контролу над целим војводством Ћешин без иједног савладара, јер су сви његови ујаци умрли без мушких потомака.
Међутим, војвода Казимир II Пјаст није могао да преузме власт над другом половином Глогова, тада под влашћу Маргарете Цељске, удовице његовог стрица Владислава као њен мираз. Формално је то могао учинити, међутим, јер је фактичка власт била у рукама краља Матије Корвина. Упркос тврдњама Јана II Лудог, војводе од Жагања (којег је подржавао краљ Матија Хуњади од Мађарске и Чешке), војвода Казимир II је постигао политички циљ када га је градско веће поставило за владара Глогова као чувара Маргарете. Међутим, овај успех је био кратког даха: 8. октобра 1478. године, војска војводе Казимира II је поражена у Кросном Оџанском од стране трупа војводе Јана II.
Упркос поразу, војвода Казимир II Пјаст је наставио да претендује и започео је преговоре са краљем Матијом. Уговором потписаним 10. октобра 1479. године, војвода од Ћешина одрекао се својих потраживања у износу од 2.000 флорина. Поред тога, војвода Казимир II је био приморан да се поклони краљу 12. августа те године у Оломоуцу.
Упркос формалном одустајању од својих претензија у Доњој Шлезији, војвода Казимир II није променио своје амбиције, па је 1480. године, добио Пшчину након брака са Јоханом, ћерком Викторина Подјебрадија, војводе од Опаве (иако је у пракси могао да преузме формални посед ове земље тек 1498. године), који је тобоже требало да му буде од велике помоћи у његовим плановима да повратио Глогов, тада под влашћу војводе Јана II. Још један пораз, овога пута у бици код Горе, приморао је војводу Казимира II да прихвати дефинитиван губитак спорне територије 7. јуна 1481. године.
У наредним годинама, војвода Казимир II Пјаст се приближио чешком краљу Владиславу II Јагелону. Као резултат тога, након смрти краља Матије Корвина 1490. године, именован је за генерала Шлеске. Он је обављао дужност војводе од Ћешина од 1477. до 1504. године, када је краљ одлучио да га замени својим братом Сигисмундом Јагелоном. Међутим, када је Жигмунд 1506. године, наследио пољску круну, после смрти његовог брата краља Александра Јагелона, достојанство је враћено војводи Казимиру II. Овог пута је ту функцију обављао до своје смрти. Нови пољски краљ је војводи Казимиру II дао војводство Глогов, али само за његовог живота. Убрзо након тога, по праву своје жене, добио је војводство Опава, које је повећало своје посједе заједно са половином Шћинава (Волов), коју је купио 1493. године.
У унутрашњој политици, војвода Казимир II Пјаст је показао чврсте ставове у борби против разбојништва у војводству. Међутим, његова владавина као генерала није имала велику подршку у Шлезији, посебно код Цркве, чије је противљење било јасно изражено 1501. године, када је каптол одбио кандидатуру најстаријег сина војводе Казимира II, Фридриха за новог бискупа Вроцлава.
Значајна ствар у Шлезији био је спор између војвода од Опоља, Николаја II и Јана II. Да би се сукоб прекинуо, 1497. године је уприличен састанак у Ниси, где су били присутни војвода Казимир II Пјаст, његов таст војвода Виктор Подјебрад, војвода Никола II и бискуп вроцлавски Јан IV Рот. Током састанка, 26. јуна, догодила се трагедија: војвода Николај II је покушао да избоде и војводу од Ћешина и бискупа Рота. Упркос протестима племића и рођака, војвода Казимир II је изрекао смртну казну војводи Николи II, који је посечен на Ниској пијаци 27. априла 1497. године, Војвода Јан II, након што је чуо вест о погубљењу свог брата, почео да припрема брутални поход одмазде, против Ћешина. Међутим, дипломатске акције краља Владислава II Јагелона спречиле су рат између двојице војвода, са катастрофалним последицама по Шлеску.
Политички значај војводе од Ћешина достигао је свој врхунац 1512. године, када се краљ Сигисмунд I Стари оженио са сестричином војводе Казимира II Пјаста, Барбаром Запољом (ћерком његове рођаке Хедвиге). Одлични односи са Пољском пружили су војводи Казимиру II могућност куповине неколико зграда у Кракову и околини. Такође, краљева заштита је омогућила војводи Казимиру II да управља жалбама 1514. године, шлеских градова, који су га оптуживали за неспособност.
Дана 6. јануара 1515. године, војвода Казимир II је добио од чешког краља Владислава II Јагелона диплому којом је потврђена његова владавина над војводством Опава, али само за његовог живота.
Године 1517, током прелазних финансијских тешкоћа, војвода Казимир II је одлучио да прода град Пшчину угарском магнату Алексису Турзу за 40.000 гулдена.
Око 1510. године, војвода Казимир II Пјаст је био умешан у политичке интриге око наследства бездетног војводе од Опоља, Јана II Доброг, иако је годинама раније наредио погубљење његовог брата војводе Николаја II. Испрва се чинило да је војвода од Ћешина претпостављени наследник, посебно када је 1517. године, успео да добије од војводе Фридриха II од Легнице (још један од кандидата за наследство Опоља) документ којим се потврђује право наслеђа над имовином његовог опољског рођака. Војвода Казимир II је умро пре војводе Јана II, који је одлучио да своје поседе препусти Георгу Хоенцолерну, војводи од Крнова (иако је можда војвода Казимир II пре своје смрти пренео сва своја права на војводу Георга: то се можда догодило 1518. године, после венчања Вацлава II , други син и наследник војводе Казимира II, са Георговом сестром, Аном).
Године 1527. војвода Казимир II Пјаст, као представник чешког краља, одлази у Угарску, где је био посредник између свог сестрића Јована Запоље и краља Фердинанда I Хабзбуршког. Међутим, његови напори су били неуспешни.
Војвода Казимир II Пјаст није био само вешт политичар, већ и веома добар владар. Током његове владавине, Ћешин је био економски стабилизован. Захваљујући привилегијама које је дао, дошло је до даљег развоја градова, након што им је дао многе привилегије. Посебно му је стало до главног града Ћешина, а након великог пожара у касном 15. веку основао је градски трг који траје до данас. Године 1496. војвода Казимир II је успоставио садашњу пијацу и саградио нову градску већницу. До 1527. године вредност војводства Ћешин процењена је на 670.000 флорина, али без прекорачења прихода суседног војводства Опоља. Плата војводе Казимира II као генералног старешине (1.200 гулдена годишње) и приходи из градова у близини Кракова омогућили су му да купи градове Мистек и Фридлант од бискупа Оломоуца 1527. године.
Војвода Казимир II Пјаст је умро 13. децембра 1528. године. Не зна се где је сахрањен, али се претпоставља да је сахрањен у једној од цркава у Ћешину или Опави.

## Брак и деца
До 15. фебруара 1480. године, војвода Казимир II Пјаст се оженио са Јоханом Подјебрад (око 1463 — 24. јул 1496), ћерком војводе Виктора Подјебрада, војводе од Опаве. Имали су два сина:
1. Фридрих (1480/1483 — јун 1507).
2. Вацлав II (1488/1496 — 17. новембар 1524).

Иако је Фридрих био најстарији син, он је био предодређен за Цркву и умро је 1507. године. Други син, Вацлав II, који се сматрао очевим наследником, такође је умро пре свог оца, 1524. године. Због тога је после његове смрти војводу Казимира II наследио његов унук Вацлав III Адам, једини преживели син Вацлава II.